# جيمس ستاوت
جيمس ستاوت (بالإنجليزية: James Stout)‏ هو فارس أمريكي، ولد في 6 مايو 1910 في مالطا، وتوفي في 1986.